# Онтологија (рачунарство)
Онтологија у рачунарству, представља рјечник (модел података, или информациони модел), у којем се дефинишу основни концепти који ће се разматрати у одређеном домену. Може се састојати од класа, њихових особености, или акција које је могуће извршити у датом домену.
Онтологије се користе у вјештачкој интелигенцији, семантичком вебу, софтверском инжењерству и приликом дизајна информационих архитектура, као облика представљања сазнања у одређеној области као цјелини, или неком од њених дијелова.